# RLV-TD
Das RLV-TD (Abkürzung für englisch Reusable Launch Vehicle—Technology Demonstration Programme, „Wiederverwendbare-Startvehikeltechnologie-Demonstrationsprogramm“) ist ein Forschungsprogramm von Indiens Weltraumagentur ISRO (Indian Space Research Organisation) zur Entwicklung eines Raumgleiters.
Der Erststart eines verkleinerten Modells des Raumgleiters erfolgte am 23. Mai 2016 um 01:30 UTC von der Rampe Nr. 1 des Satish Dhawan Space Centre mit einer HS9-Feststoffrakete. In 56 Kilometern Höhe wurde er von der Rakete abgetrennt und erreichte eine Gesamtflughöhe von etwa 65 km. Dann habe es den Rücksturz begonnen und sei mit fünffacher Schallgeschwindigkeit in Richtung des Golf von Bengalens geflogen. Das alles habe insgesamt 770 Sekunden gedauert. Das Testmodell hatte eine Länge von etwa 6,5 m und eine Masse von 1.500 und 1.700 Kilogramm. Der HEX(-01) für Hypersonic Flight Experiment genannte Testflug steht am Anfang einer Reihe von Flugexperimenten mit Demonstratoren des Typs RLV-TD. Geplant sind noch die Missionen LEX (ein Landeexperiment), REX (ein Rückflugexperiment) und SPEX (ein Experiment mit Antrieb durch einen Scramjet). Der Flug ist Teil eines Projekts, an dessen Ende ein wiederverwendbarer Raumgleiter stehen soll, der kostengünstig Satelliten ins All transportieren kann. Der solle etwa in 10 bis 15 Jahren einsatzbereit sein und die Kosten für einen Satellitenstart auf ein Zehntel der aktuellen Kosten drücken, um mit der Konkurrenz wie SpaceX in diesem Preissegment mithalten zu können.